# 球序绢蒿
球序绢蒿（学名：Seriphidium lehmannianum）为菊科绢蒿属的植物。分布在克什米尔、俄罗斯、阿富汗以及中国大陆的新疆等地，生长于海拔1,800米至2,400米的地区，常生长在亚高山及低山地区多砾石的山坡与路旁，目前尚未由人工引种栽培。